# Chutipol Thongthae
Chutipol Thongthae (tiếng Thái: ชุติพนธ์ ทองแท้, sinh ngày 23 tháng 1 năm 1991), là một cầu thủ bóng đá người Thái Lan thi đấu ở vị trí tiền vệ trung tâm cho câu lạc bộ Giải bóng đá Ngoại hạng Thái Lan Ratchaburi Mitr Phol.

## Sự nghiệp quốc tế
Anh đại diện U-23 Thái Lan ở Đại hội Thể thao Đông Nam Á 2013.

## Danh hiệu

### Quốc tế
Thái Lan
- Cúp Nhà vua Thái Lan (1): 2017

U-23 Thái Lan
- Sea Games
  -  Huy chương Vàng (1); 2013